# Martin Vinnicombe
James Martin Vinnicombe (nascido em 5 de dezembro de 1964) é um ex-ciclista australiano que competiu nos Jogos Olímpicos de 1988 em Seul, ganhando uma medalha de prata nos 1000 m contrarrelógio.